# Antonina do Norte
Antonina do Norte is een gemeente in de Braziliaanse deelstaat Ceará. De gemeente telt 7.059 inwoners (schatting 2009).
De gemeente grenst aan Saboeiro, Tarrafas, Assaré, Campos Sales en Aiuaba.